# Rybnik Towarowy
Rybnik Towarowy – stacja kolejowa położona w Rybniku, w dzielnicy Niedobczyce.

## Ruch pasażerski
| Rok  | Wymiana pasażerska na dobę |
| ---- | -------------------------- |
| 2017 | 20-49                      |
| 2022 | 100-149                    |

## Historia
Od momentu powstania do 1922 roku stacja nosiła nazwę Niedobschütz, po włączeniu do Polski w 1922 roku – Niedobczyce, natomiast podczas okupacji niemieckiej od września 1939 roku do marca 1945 roku – ponownie Niedobschütz. Obecna nazwa obowiązuje od 1980 roku.

## Informacje
Stacja towarowa połączona z siecią kolejową Infra Silesia.
W 2017 r. z powodu złego stanu technicznego dokonano rozbiórki budynku dworca kolejowego Rybnik Towarowy.  Od tego czasu stacja kolejowa posiada tylko wyremontowane przez Polskie Linie Kolejowe perony.